# Campeonato Mundial de Natação em Piscina Curta de 2016 - 100 m borboleta masculino
A prova dos 100 metros nado borboleta masculino do Campeonato Mundial de Natação em Piscina Curta de 2016 foi disputado entre 7 e 8 de dezembro no Centro WFCU em Windsor, Canadá.

## Recordes
Antes desta competição, os recordes mundiais e do campeonato nesta prova eram os seguintes:
|                       | Nome         | Nacionalidade | Tempo | Local | Data                  |
| --------------------- | ------------ | ------------- | ----- | ----- | --------------------- |
| Recorde mundial       | Chad le Clos | África do Sul | 48.44 | Doha  | 4 de dezembro de 2014 |
| Recorde do campeonato | Chad le Clos | África do Sul | 48.44 | Doha  | 4 de dezembro de 2014 |

Os seguintes recordes mundiais ou do campeonato foram estabelecidos durante esta competição:  
| Data          | Evento | Nome         | Nacionalidade | Tempo | Notas |
| ------------- | ------ | ------------ | ------------- | ----- | ----- |
| 8 de dezembro | Final  | Chad le Clos | África do Sul | 48.08 | ,     |

## Medalhistas
| Ouro               | Prata             | Bronze             |
| Chad le Clos (RSA) | Tom Shields (USA) | David Morgan (AUS) |

## Resultados

### Eliminatórias
As eliminatórias ocorreram dia 7 de dezembro com um total de 93 nadadores.  
| Colocação | Bateria | Raia | Nome                      | Nacionalidade          | Tempo   | Notas |
| --------- | ------- | ---- | ------------------------- | ---------------------- | ------- | ----- |
| 1.        | 10      | 4    | Tom Shields               | Estados Unidos         | 50,03   | Q     |
| 2.        | 10      | 3    | Matthew Josa              | Estados Unidos         | 50,51   | Q     |
| 3.        | 9       | 4    | Chad le Clos              | África do Sul          | 50,52   | Q     |
| 4.        | 10      | 5    | David Morgan              | Austrália              | 50,58   | Q     |
| 5.        | 8       | 4    | Adam Barrett              | Reino Unido            | 50,63   | Q     |
| 6.        | 9       | 3    | Jérémy Stravius           | França                 | 50,70   | Q     |
| 7.        | 8       | 2    | Daniił Pachomow           | Rússia                 | 50,84   | Q     |
| 8.        | 9       | 5    | Takeshi Kawamoto          | Japão                  | 50,89   | Q     |
| 9.        | 10      | 2    | Aleksandr Charłanow       | Rússia                 | 50,94   | Q     |
| 10.       | 8       | 3    | Pawieł Sankowicz          | Bielorrússia           | 50,99   | Q     |
| 10.       | 8       | 5    | Mehdy Metella             | França                 | 50,99   | Q     |
| 12.       | 8       | 1    | Li Zhuhao                 | China                  | 51,02   | Q     |
| 13.       | 1       | 3    | Mark Szaranek             | Reino Unido            | 51,35   | Q     |
| 14.       | 8       | 6    | Marius Kusch              | Alemanha               | 51,36   | Q     |
| 15.       | 10      | 6    | Tommaso D'Orsogna         | Austrália              | 51,48   | Q     |
| 16.       | 9       | 6    | Jauhien Curkin            | Bielorrússia           | 51,56   | Q     |
| 17.       | 9       | 7    | Jan Šefl                  | Chéquia                | 51,62   |       |
| 18.       | 9       | 2    | Daiya Seto                | Japão                  | 51,66   |       |
| 19.       | 9       | 1    | Andrij Chłopcow           | Ucrânia                | 51,72   |       |
| 20.       | 9       | 8    | Deividas Margevičius      | Lituânia               | 51,96   |       |
| 21.       | 10      | 7    | Viktor Bromer             | Dinamarca              | 52,29   |       |
| 22.       | 5       | 3    | Justin Plaschka           | Jamaica                | 52,31   |       |
| 23.       | 10      | 1    | Jesper Björk              | Suécia                 | 52,33   |       |
| 24.       | 8       | 7    | Riku Pöytäkivi            | Finlândia              | 52,38   |       |
| 25.       | 8       | 9    | Giacomo Carini            | Itália                 | 52,43   |       |
| 26.       | 9       | 0    | Mislav Sever              | Croácia                | 52,46   |       |
| 27.       | 8       | 8    | Louis Croenen             | Bélgica                | 52,48   |       |
| 28.       | 7       | 2    | Mackenzie Darragh         | Canadá                 | 52,50   |       |
| 29.       | 10      | 0    | Tamás Kenderesi           | Hungria                | 52,69   |       |
| 30.       | 9       | 9    | Benjamin Hockin           | Paraguai               | 52,71   |       |
| 30.       | 10      | 9    | Antani Iwanow             | Bulgária               | 52,71   |       |
| 32.       | 7       | 4    | Tomáš Havránek            | Chéquia                | 52,87   |       |
| 33.       | 6       | 1    | Daniel Carranza           | México                 | 52,92   |       |
| 34.       | 6       | 5    | Sajan Prakash             | Índia                  | 52,93   |       |
| 35.       | 10      | 8    | Ng Chun Nam Derick        | Hong Kong              | 53,02   |       |
| 36.       | 5       | 2    | Marcos Barale             | Argentina              | 53,09   |       |
| 37.       | 7       | 5    | Oussama Sahnoune          | Argélia                | 53,23   |       |
| 38.       | 7       | 0    | Adam Halas                | Eslováquia             | 53,27   |       |
| 39.       | 6       | 2    | Ralph Goveia              | Zâmbia                 | 53,63   |       |
| 40.       | 7       | 9    | Alard Basson              | África do Sul          | 54,00   |       |
| 41.       | 7       | 8    | Ivan Cocunubo             | Canadá                 | 54,25   |       |
| 42.       | 6       | 6    | Chou Wei-Liang            | Taipé Chinesa          | 54,26   |       |
| 43.       | 6       | 8    | Tsai Yi-Lin               | Taipé Chinesa          | 54,28   |       |
| 44.       | 5       | 6    | Teimuraz Kobakhidze       | Geórgia                | 54,34   |       |
| 45.       | 7       | 6    | Ryan Pini                 | Papua-Nova Guiné       | 54,37   |       |
| 46.       | 6       | 7    | Navaphat Wongcharoen      | Tailândia              | 54,50   |       |
| 47.       | 5       | 7    | Bryan Alvarez             | Costa Rica             | 54,77   |       |
| 48.       | 5       | 4    | Jordy Groters             | Aruba                  | 54,87   |       |
| 49.       | 6       | 3    | Khader Baqlah             | Jordânia               | 54,99   |       |
| 50.       | 7       | 1    | Dylan Koo                 | Singapura              | 55,23   |       |
| 51.       | 6       | 0    | Anthony Barbar            | Líbano                 | 55,58   |       |
| 52.       | 5       | 8    | Ivo Kunzle Savastano      | Paraguai               | 55,59   |       |
| 53.       | 4       | 8    | Akaki Vashakidze          | Geórgia                | 55,77   |       |
| 54.       | 6       | 9    | Jean Monteagudo           | Peru                   | 55,90   |       |
| 55.       | 3       | 7    | Jarod Arroyo              | Porto Rico             | 56,01   |       |
| 56.       | 5       | 1    | Keanan Dols               | Jamaica                | 56,05   |       |
| 57.       | 4       | 3    | Ljupcho Angelovski        | Macedônia do Norte     | 56,11   |       |
| 58.       | 4       | 4    | Ivan Soruco               | Bolívia                | 56,16   |       |
| 59.       | 4       | 5    | A Al-Doori                | Iraque                 | 56,43   |       |
| 60.       | 4       | 7    | Jeremy Lim                | Filipinas              | 56,49   |       |
| 61.       | 5       | 5    | Amir Amrollahi Biuoki     | Irão                   | 56,52   |       |
| 62.       | 5       | 9    | Noah Al-Khulaifi          | Catar                  | 56,77   |       |
| 63.       | 1       | 4    | Adrian Hoek               | Curaçau                | 56,82   |       |
| 64.       | 4       | 1    | Jim Sanderson             | Gibraltar              | 56,92   |       |
| 65.       | 3       | 3    | Miguel Mena               | Nicarágua              | 57,06   |       |
| 66.       | 5       | 0    | Joaquin Sepulveda Parra   | Chile                  | 57,10   |       |
| 67.       | 4       | 2    | Jhonny Perez              | República Dominicana   | 57,34   |       |
| 68.       | 3       | 5    | George Jabbour            | Honduras               | 57,37   |       |
| 69.       | 3       | 1    | Issa Mohamed              | Quênia                 | 57,41   |       |
| 70.       | 2       | 5    | Dioser Nunez              | República Dominicana   | 57,46   |       |
| 71.       | 4       | 0    | Hannibal Gaskin           | Guiana                 | 57,62   |       |
| 72.       | 4       | 6    | Jeancarlo Calderon Harper | {{\|PAN}}              | 57,96   |       |
| 73.       | 1       | 5    | Sebastien Kouma           | Mali                   | 58,03   |       |
| 74.       | 3       | 4    | João Matias               | {ANG}}                 | 58,13   |       |
| 75.       | 3       | 6    | Sio Ka Kun                | Macau                  | 58,14   |       |
| 76.       | 2       | 3    | Matthew Ives              | Botswana               | 58,24   |       |
| 77.       | 2       | 4    | Matt Savitz               | Gibraltar              | 58,40   |       |
| 78.       | 3       | 2    | Nuno Rola                 | Angola                 | 58,59   |       |
| 79.       | 3       | 8    | Livingston Aika           | Papua-Nova Guiné       | 59,53   |       |
| 80.       | 3       | 0    | Ridhwan Mohamed           | Quênia                 | 59,57   |       |
| 81.       | 2       | 2    | Carlos Vasquez            | Honduras               | 59,98   |       |
| 82.       | 2       | 6    | Ibrahim Nishwan           | Maldivas               | 1:00,71 |       |
| 83.       | 2       | 7    | Tanner Poppe              | Guam                   | 1:04,01 |       |
| 84.       | 2       | 9    | Ismail Adnan              | Maldivas               | 1:05,97 |       |
| 85.       | 2       | 8    | Christian Villacrusis     | Marianas Setentrionais | 1:08,02 |       |
| 86.       | 2       | 1    | Salofi Welch              | Marianas Setentrionais | 1:09,66 |       |
| 87.       | 2       | 0    | Joseph Sumari             | Tanzânia               | 1:16,25 |       |
| 88. !     | 3       | 9    | Hasan Sadeq               | Iraque                 | 99,99 ! | DNS   |
| 88. !     | 4       | 9    | Paul Elaisa               | Fiji                   | 99,99 ! | DNS   |
| 88. !     | 6       | 4    | Ayman Kelzi               | Síria                  | 99,99 ! | DNS   |
| 88. !     | 7       | 3    | Jonathan Gomez            | Colômbia               | 99,99 ! | DNS   |
| 88. !     | 8       | 0    | Artyom Kozlyuk            | Uzbequistão            | 99,99 ! | DNS   |
| 88. !     | 7       | 7    | Adam Allouche             | Líbano                 | 99,99 ! | DSQ   |

### Semifinal
A semifinal  ocorreu dia 7 de dezembro. 

#### Semifinal 1
| Colocação | Raia | Nome             | Nacionalidade  | Tempo | Notas |
| --------- | ---- | ---------------- | -------------- | ----- | ----- |
| 1.        | 5    | David Morgan     | Austrália      | 50,06 | Q     |
| 2.        | 3    | Jérémy Stravius  | França         | 50,38 | Q     |
| 3.        | 6    | Takeshi Kawamoto | Japão          | 50,54 | Q     |
| 4.        | 2    | Pawieł Sankowicz | Bielorrússia   | 50,76 |       |
| 5.        | 4    | Matthew Josa     | Estados Unidos | 50,78 |       |
| 6.        | 1    | Marius Kusch     | Alemanha       | 50,97 |       |
| 7.        | 8    | Jauhien Curkin   | Bielorrússia   | 51,00 |       |
| 8.        | 7    | Li Zhuhao        | China          | 51,37 |       |

#### Semifinal 2
| Colocação | Raia | Nome                | Nacionalidade  | Tempo | Notas |
| --------- | ---- | ------------------- | -------------- | ----- | ----- |
| 1.        | 3    | Adam Barrett        | Reino Unido    | 49,21 | Q,    |
| 2.        | 4    | Tom Shields         | Estados Unidos | 49,46 | Q     |
| 3.        | 5    | Chad le Clos        | África do Sul  | 49,84 | Q     |
| 4.        | 8    | Tommaso D'Orsogna   | Austrália      | 50,39 | Q     |
| 5.        | 7    | Mehdy Metella       | França         | 50,46 | Q     |
| 6.        | 2    | Aleksandr Charłanow | Rússia         | 50,63 |       |
| 7.        | 6    | Daniił Pachomow     | Rússia         | 50,97 |       |
| 8.        | 1    | Mark Szaranek       | Reino Unido    | 51,48 |       |

### Final
A final teve sua disputa realizada em 8 de dezembro. 
| Colocação         | Raia | Nome              | Nacionalidade  | Tempo | Notas              |
| ----------------- | ---- | ----------------- | -------------- | ----- | ------------------ |
| Medalha de ouro   | 3    | Chad le Clos      | África do Sul  | 48,08 | ,                  |
| Medalha de prata  | 5    | Tom Shields       | Estados Unidos | 49,04 |                    |
| Medalha de bronze | 6    | David Morgan      | Austrália      | 49,31 | Recorde da Oceania |
| 4.                | 4    | Adam Barrett      | Reino Unido    | 49,47 |                    |
| 5.                | 1    | Mehdy Metella     | França         | 50,16 |                    |
| 6.                | 8    | Takeshi Kawamoto  | Japão          | 50,37 |                    |
| 7.                | 2    | Jérémy Stravius   | França         | 50,53 |                    |
| 8.                | 7    | Tommaso D'Orsogna | Austrália      | 50,77 |                    |

Legenda
| Recorde mundial       | Recorde mundial (World record)               |                       | Recorde africano                      | Recorde africano (African) |                                           | Q | Classificado por posição (Qualified) |
| Recorde do campeonato | Recorde do campeonato (Championship record)  | Recorde da América    | Recorde da América (Americas)         | q                          | Classificado por melhor tempo (Qualified) |   |                                      |
| Melhor marca do ano   | Melhor marca do ano (World leading)          | Recorde asiático      | Recorde asiático (Asian)              | DNS                        | Não largou (Did not start)                |   |                                      |
| Recorde nacional      | Recorde nacional (National record)           | Recorde europeu       | Recorde europeu (European)            | DNF                        | Não terminou (Did not finish)             |   |                                      |
| Recorde pessoal       | Recorde pessoal do atleta (Personal best)    | Recorde da Oceania    | Recorde da Oceania (Oceania)          | DSQ / DQ                   | Desclassificado (Disqualified)            |   |                                      |
| Recorde da temporada  | Recorde da temporada do atleta (Season best) | Recorde sul-americano | Recorde sul-americano (South America) | NM                         | Sem marca (No mark)                       |   |                                      |